# Kronika Obraz Dnia
Kronika Obraz Dnia (dawniej Obraz dnia) – podsumowanie dnia emitowane od poniedziałku do piątku o godzinie 19.00 na antenie Telewizji Szczecin. Pierwsze wydanie zostało nadane 2 stycznia 2008 roku. W 2010 roku program przyjął formułę głównego wydania  Kroniki. Początkowo emitowano go w dni powszednie, obecnie codziennie. Studio programu znajduje się niedaleko studia Kroniki. Na program składają się materiały z pozostałych wydań, rozmowy z gośćmi na ich temat oraz publicystyczne Spięcie. Formuła audycji częściowo zmieniła się w lutym 2011. Program obecnie prowadzony jest w parach.
Magazyn został przywrócony w grudniu 2017, oprócz Spięcia zawiera także serwis sportowy oraz Menu Kulturalne. 30 czerwca 2023 wyemitowano ostatnie wydanie Kroniki Obrazu Dnia i program został ponownie zdjęty z anteny.